# Olive de Lestonnac
Vous lisez un « bon article » labellisé en 2025.
Pour les articles homonymes, voir Lestonnac.
Pour les autres membres de la famille, voir Famille de Lestonnac.
Olive de Lestonnac, née en 1572 à Bordeaux et morte dans la nuit du 9 au 10 décembre 1652 dans son domaine de Margaux, est une propriétaire, femme d'affaires et fondatrice d'œuvres pieuses.
Issue d'une famille de la bourgeoisie bordelaise qui entre dans la noblesse de robe, elle se marie trois fois, sans avoir d'enfant, avec des magistrats, et devient trois fois veuve. Son dernier mari, Marc-Antoine de Gourgue, est premier président du parlement de Bordeaux et baron de Vayres.
Femme d'affaires, elle gère elle-même ses biens, pas seulement en tant que veuve, mais également en tant que femme mariée, en employant des méthodes précises et en diversifiant sa fortune, une des toutes premières du Bordelais. Elle développe, par des acquisitions foncières, le domaine viticole qui est à l'origine du château Margaux, en fait reconstruire le château, y réside et en assure la gestion quotidienne. Elle prête régulièrement de l'argent, de petits montants à des habitants voisins, mais aussi des sommes importantes à des personnes de son milieu ou à des grands seigneurs. Elle investit également dans des offices.
Comme sa cousine Jeanne de Lestonnac, religieuse fondatrice d'une congrégation religieuse enseignante féminine, Olive de Lestonnac est, avec son dernier mari, une figure de la Réforme catholique à Bordeaux. Grâce à sa fortune, elle fonde de nombreuses institutions religieuses et ses obsèques, le 22 décembre 1652, sont une grande cérémonie qui marque la ville entière. Le tombeau qu'elle a fait construire pour Marc-Antoine de Gourgue et elle-même dans l'église des Grandes Carmélites à Bordeaux est détruit à la Révolution.

## Biographie

### Famille de négociants et magistrats
Olive de Lestonnac naît en 1572 à Bordeaux du mariage de Pierre II de Lestonnac et Olive de Lavergne,. Sa famille prétend remonter au XIVe siècle. Au XVe siècle, les Lestonnac pratiquent le négoce du vin. Au siècle suivant, ils sont anoblis, deviennent jurats de Bordeaux, achètent des offices importants et font partie de l'élite sociale bordelaise. Cette trajectoire n'est pas un exemple isolé.
Le grand-père d'Olive, Arnault de Lestonnac, est un riche bourgeois, qui achète des seigneuries et devient jurat de Bordeaux, c'est-à-dire magistrat municipal. Son fils aîné, Richard Ier de Lestonnac, devient conseiller au parlement de Bordeaux et épouse Jeanne Eyquem de Montaigne, protestante et sœur de Michel de Montaigne. Ils sont les parents de Jeanne de Lestonnac, religieuse catholique enseignante et fondatrice d'une congrégation de femmes, la Compagnie de Marie-Notre-Dame,,,.
Le père d'Olive, Pierre II de Lestonnac, est le quatrième et dernier fils. Il épouse Olive de Lavergne le 24 janvier 1562. Sa carrière personnelle est une réussite : d'abord négociant en vin, en pastel et en blé, il s'enrichit suffisamment pour devenir jurat de Bordeaux en 1572 et s'intituler écuyer,. Il est un des principaux responsables des massacres de huguenots lors de la Saint-Barthélemy bordelaise, du 3 au 5 octobre 1572. Il est seigneur de Censbaco et, lors du deuxième mariage de sa fille Olive avec Louis de Gentils, le 8 juillet 1600, s'intitule écuyer, noble homme et sieur de Puypelat, maison noble située à Bassens, qui lui parvient par son épouse. Il prend le titre d'écuyer parce qu'il possède un fief noble en dehors de Bordeaux. Olive de Lestonnac a un frère, Richard II de Lestonnac, seigneur du Puch, qui épouse en 1596 Catherine de Gastebois, dame de Crain. La fille de ce couple, Isabeau de Lestonnac, épouse Gabriel de Pontac, seigneur d'Anglade, membre de la Compagnie des Cent-associés. Pierre II de Lestonnac meurt en 1607 avant le 7 mai.

### Trois mariages sans enfant
Olive de Lestonnac se marie trois fois, sans avoir d'enfant. Elle épouse tout d'abord, par un contrat passé le 3 septembre 1592, Pierre de Thermes, conseiller au Grand Conseil, qui meurt peu après,,,,. Ce premier mariage est mal connu, mais, comme Olive est alors une simple fille de bourgeois de Bordeaux, on peut supposer que sa dot est considérable, sinon elle n'aurait pu se marier avec un homme de ce niveau social.

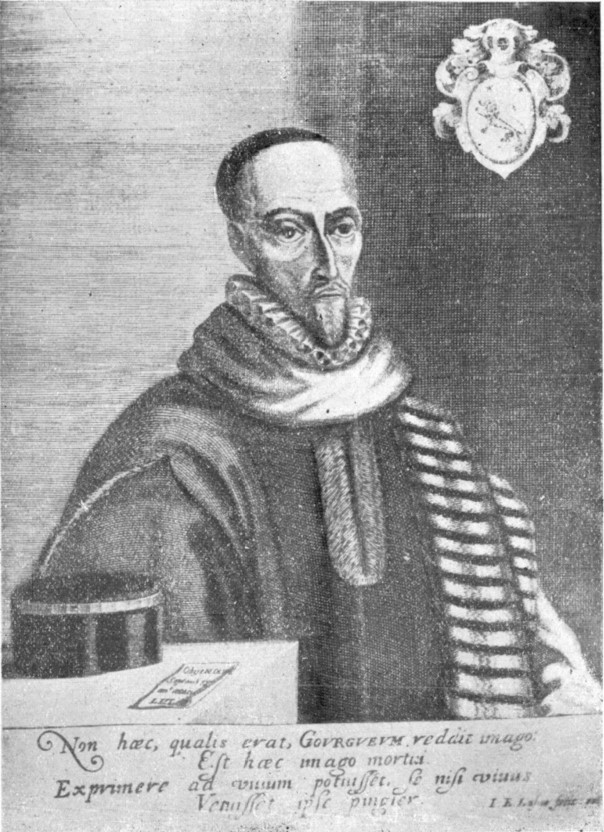
Portrait de Marc-Antoine de Gourgue.

Elle se remarie ensuite, par un contrat passé le 8 juillet 1600, avec Louis de Gentils, président à mortier au parlement de Bordeaux,,,,, baron de Cadillac-en-Fronsadais,,, seigneur de Haut-Tirac et de Bardines. Olive de Lestonnac apporte au mariage des créances et deux maisons à Bordeaux, le tout étant estimé à 20 000 écus. À sa mort en août 1613, Louis de Gentils laisse à sa veuve son hôtel particulier de la rue Porte-Dijeaux.

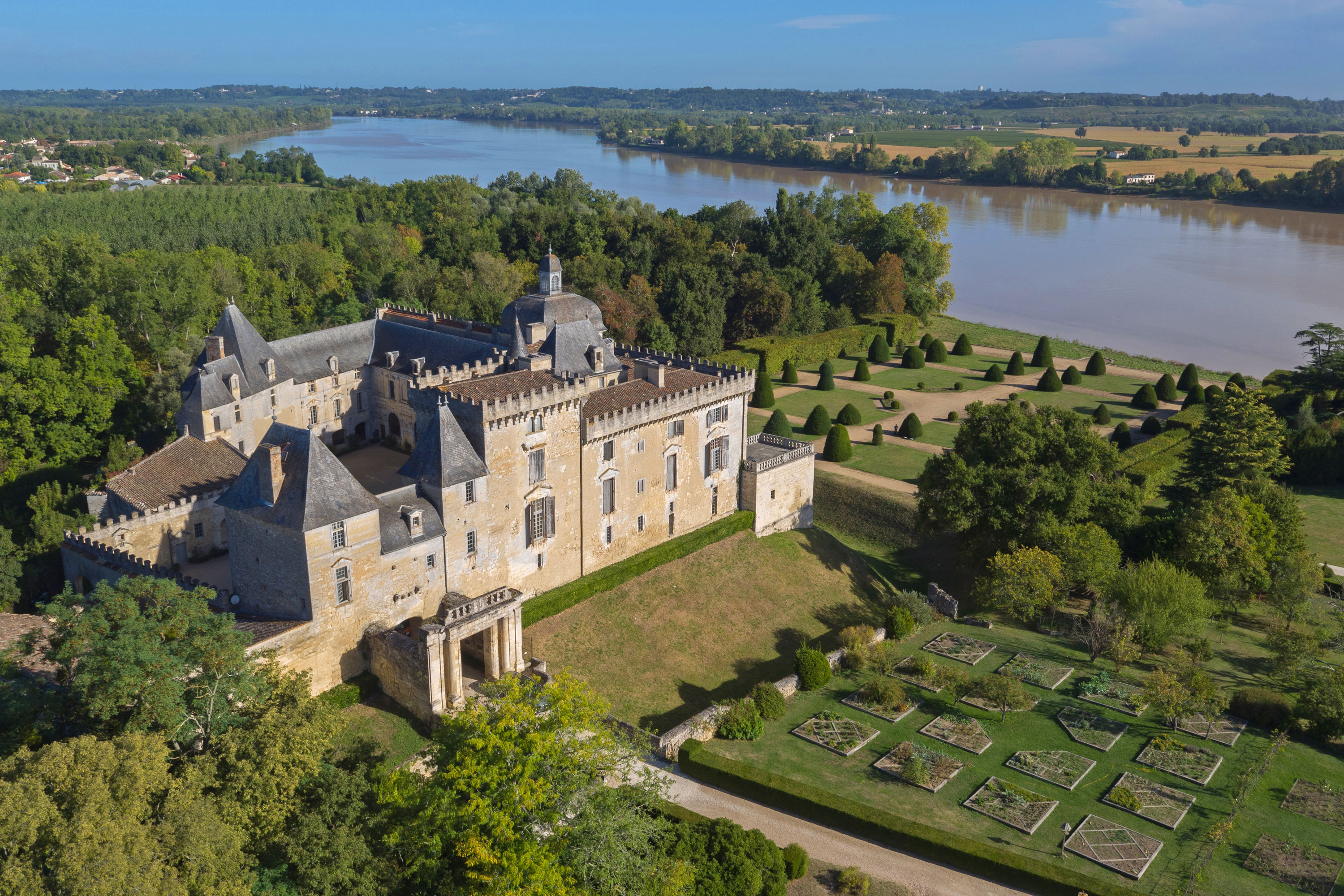
Château de Vayres.

Après quatre ans de veuvage, Olive de Lestonnac se marie pour la troisième fois, le 6 juillet 1617, avec Marc-Antoine de Gourgue,,. Ce dernier est veuf de Marie Séguier, sœur du futur chancelier Pierre Séguier. Marc-Antoine de Gourgue et Marie Séguier ont une fille, Marie, religieuse au couvent des Carmélites du faubourg Saint-Jacques à Paris. Marc-Antoine de Gourgue est le premier président du parlement de Bordeaux,, après avoir été maître des requêtes à l'hôtel du roi. Il a acheté cette charge bordelaise en 1613, après la mort de sa première femme. Il est vicomte de Juillac, baron de Vayres et sieur de Pellegrin,. C'est son père, Ogier de Gourgue, qui a acheté la baronnie de Vayres et a fait reconstruire le château,. Marc-Antoine de Gourgue vend le 11 janvier 1624 sa vicomté de Juillac. Au moment de ce mariage, Olive de Lestonnac a quarante-cinq ans. Elle apporte au mariage son hôtel particulier de la rue Porte-Dijeaux et une dot de 150 000 livres,.
Marc Antoine de Gourgue meurt le 9 septembre 1628. Il est enterré dans deux institutions religieuses qu'il a fondées, son cœur dans le noviciat des jésuites et son corps dans l'église des carmélites,. Dans son testament, il rappelle, à propos de sa femme Olive « la grande vertu qu[‘il a] reconnue en elle et la singulière amitié qu[‘il] lui porte ». Il lui laisse tout ce qui est autorisé par la coutume, soit environ un tiers de ses biens, notamment la baronnie de Vayres,. Elle va donc gérer ces biens, dont la maison noble de Pellegrin dont elle a l'usufruit, en plus de ceux qui lui appartiennent en propre.

### Propriétaire du domaine de Margaux
En 1610, Olive de Lestonnac achète à la famille Lory la maison noble de Lamothe-Margaux (qui deviendra plus tard le premier cru classé château Margaux). Elle en prend possession les 23 octobre et 8 novembre 1610 et la garde toute sa vie. Le père d'Olive, Pierre II de Lestonnac, avait acheté des terres proches, en ayant probablement des vues sur Lamothe-Margaux, mais c'est bien Olive qui l'achète, par adjudication. Elle acquiert ainsi le cœur du domaine,,.
Elle l'agrandit ensuite par d'autres acquisitions foncières,. Par un remembrement de longue haleine mené sur une quarantaine d'années, elle souscrit une quarantaine d'actes, d'échanges et surtout d'achats, sur trois paroisses, Margaux, Cantenac et Soussans. Elle se charge de travaux d'assèchement en échange de parcelles, se défait de terres éloignées contre d'autres proches, investit dans des créances pour acheter les terrains des débiteurs et profite des opportunités du marché. Elle n'oublie pas d'acquérir les droits seigneuriaux : en 1620, son mari Marc-Antoine de Gourgue acquiert la justice de la seigneurie de Margaux et elle-même rachète des droits seigneuriaux sur Cantenac, Labarde, Soussans et Margaux.

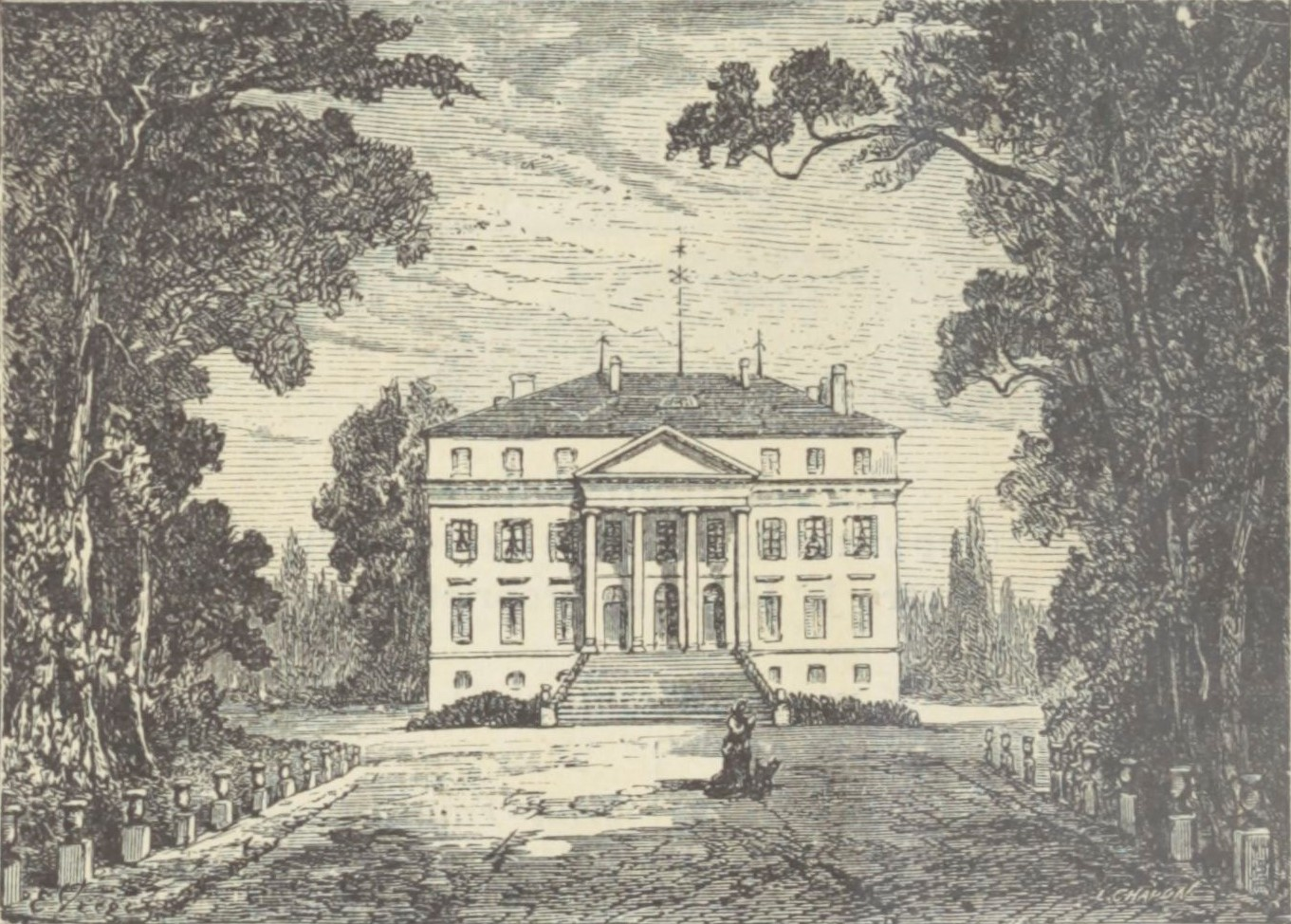
Le château Margaux (construit au début du XIXe siècle) en 1898 (dessin d'Eugène Vergez).

 Si le château Margaux actuel date du XIXe siècle, il a été précédé par une maison noble, où Olive de Lestonnac fait réaliser des travaux d'aménagement, passant elle-même les contrats avec les différentes entreprises. À son époque, le château est constitué d'un logis central flanqué de deux pavillons carrés, comportant un rez-de-chaussée et un premier étage. Olive de Lestonnac cherche à la fois à lui donner plus de majesté et à améliorer le confort. Elle fait construire un grand portail à l'entrée de la cour, un perron et une chapelle à l'étage. Elle fait remplacer les cheminées et percer des fenêtres. Un jardin remarquable jouxte la maison,. Elle y vit une partie de l'année et c'est là qu'elle meurt en 1652.
Olive de Lestonnac gère le quotidien du domaine, maîtrise les étapes de la viticulture et de la vinification et s'occupe elle-même des achats nécessaires, comme les barriques,. Les terres du domaine sont principalement des vignes, alors que le vin du Médoc est de plus en plus apprécié, mais on y cultive aussi des grains et il comporte également des prés et des bois. Le mode de mise en valeur est mal connu, si ce n'est quelques baux à mi-fruit passés avec des métayers, dans des conditions peu avantageuses pour ces derniers.

### Gestionnaire
Olive de Lestonnac dispose librement de ses biens, comme d'autres femmes riches de son époque, mais pas seulement pendant son veuvage. En l'absence d'enfant, elle n'est pas l'héritière légale de ses maris successifs, chargée de veiller sur les biens transmis à la génération suivante. Cette situation ne l'empêche pas de s'enrichir. Même après son remariage avec Marc-Antoine de Gourgue, on la voit passer plusieurs actes chez le notaire sans procuration de son mari,,. Elle gère elle-même ses affaires, signant de sa main les actes, sauf à la fin de sa vie, où, en mauvaise santé, elle a recours à un homme d'affaires, Charles Durfort, qui est probablement son maître d'hôtel. Ses papiers sont soigneusement triés par domaines, constituant des liasses enfermées dans des sacs étiquetés rangés dans des meubles. Ces usages sont ceux du milieu parlementaire auquel elle appartient, mais elle tient aussi à jour des livres de comptes, comme les marchands. Elle a parfois recours à des prête-noms.
Pour ses biens de Gradignan et de Pessac, elle multiplie les baux, qui concernent chacun une fraction des terres, au lieu de recourir à une ferme générale. Elle se montre dure en affaires avec ses partenaires,. 

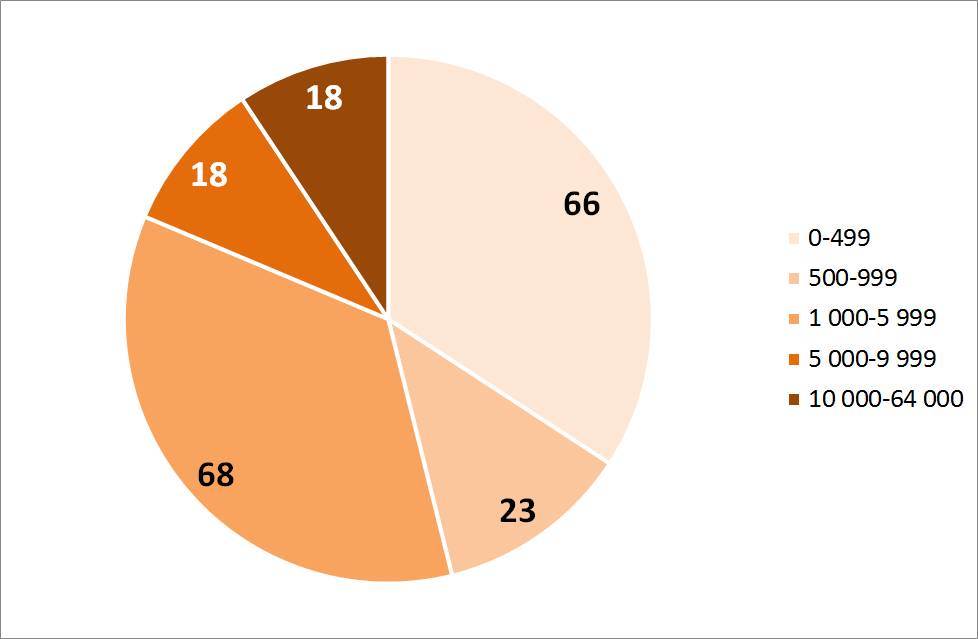
Nombre de prêts consentis par Olive de Lestonnac de 1624 à 1653, par classe de montants (exprimés en livres).

Elle est aussi une femme d'argent, qui prête régulièrement des fonds. Entre 1624 et 1653, elle consent au moins 196 prêts, qui correspondent à un total de plus de 700 000 livres, somme colossale qui la place parmi les premières fortunes bordelaises de son époque. Elle consent surtout de petits prêts, d'un montant inférieur à 200 livres, mais aussi des prêts beaucoup plus significatifs, de plus de 1 000 livres. Ses débiteurs sont des habitants des paroisses de Margaux, Soussans et Issan pour les plus petits montants, des grands seigneurs comme le duc d'Épernon, qui fait appel à elle en 1644 pour participer au financement de l'achat du comté de Foix, mais surtout des membres de son milieu de parlementaires bordelais, comme son neveu Pierre de Lestonnac ou le neveu de son mari, Jean de Gourgue. En 1649, elle prête notamment aux frondeurs parlementaires bordelais, pourtant ennemis du duc d'Épernon,. Ses prêts font de ses débiteurs ses obligés, y compris dans son réseau de parenté.
Olive de Lestonnac investit aussi dans des offices, mis en vente par la monarchie toujours impécunieuse. Elle achète de nombreux greffes, ceux d'Agenais et de Condomois, du présidial de Dax, de l'élection de Lannes et l'important office de receveur des décimes et subventions de la généralité de Bordeaux. Ces offices sont des investissements lucratifs. Olive de Lestonnac en touche les gages, versés par le roi, et les afferme pour en tirer des revenus. Toutefois, ils occasionnent aussi des frais après leur achat, parce que la monarchie augmente régulièrement les droits afférents à ces offices, à régler par leurs propriétaires.

### Mort d'une dame pieuse

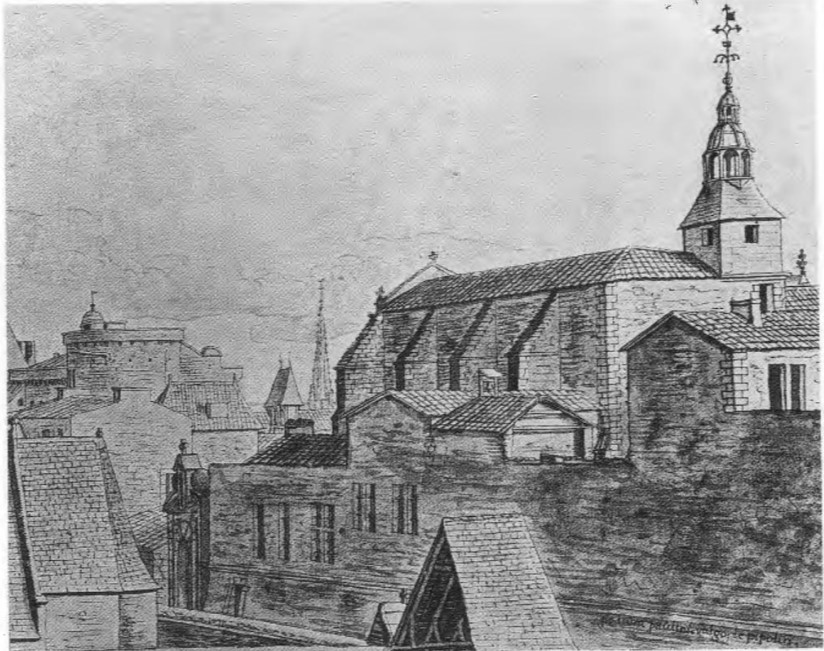
Le couvent des Grandes Carmélites en 1638-1639, dessin d'Herman van der Hem.

Dès 1610, Marc-Antoine de Gourgue installe des carmélites dans un hôtel particulier bordelais, puis fait construire avec sa première femme Marie Séguier un couvent situé sur l'actuel cours de l'Intendance. Les carmélites en prennent possession en 1614. En 1618, un second couvent de carmélites est fondé rue Permentade et le premier prend le nom de couvent Saint-Joseph, ou Grandes Carmélites. Marc-Antoine de Gourgue et Olive de Lestonnac font un legs important à ce couvent le 14 juillet 1618 et lui assurent une rente annuelle,,.

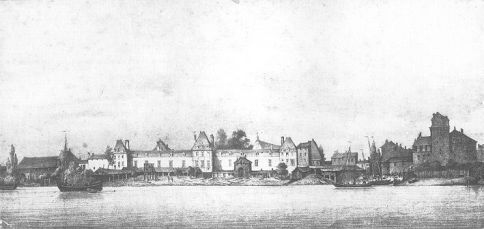
L'hôpital de la Manufacture au bord de la Garonne - Lithographie de Légé d'après Sewrin (vers 1830).

Le 30 mars 1650, Olive de Lestonnac fait rédiger son testament, qui prévoit environ 165 000 livres de legs pieux. Elle dote ainsi les récollets de Sainte-Foy pour bâtir un couvent, les carmélites de Saint-Joseph de Bordeaux et les jésuites pour financer deux églises dont celle du noviciat et le couvent de la Madeleine. Elle lègue également 30 000 livres à l'« hospital des mestiers », participant ainsi de façon décisive à la création de l'hôpital général de la Manufacture,,,. Elle institue aussi treize legs de 30 livres chacun pour pourvoir au mariage de jeunes filles pauvres. Comme sa parente Jeanne de Lestonnac et son dernier mari Marc-Antoine de Gourgue, elle fait partie des réseaux de la Réforme catholique bordelaise,,. Selon les historiens Raymond Darricau et Jean Bernard Marquette, elle est « à la base de toutes les fondations religieuses du XVIIe siècle bordelais ».
Olive de Lestonnac meurt dans la nuit du 9 au 10 décembre 1652 dans son domaine de Margaux, âgée de 80 ans. Le 10 décembre, Henri Darche, doyen de la cathédrale Saint-André et grand vicaire général demande au clergé et aux religieux de Bordeaux d'assister aux obsèques, « attendu la qualité de la dite dame, son grand meritte et vertu, les belles et pieuses fondations qu’elle a fait pandant sa vie, les grands léguats qu’elle a fait pour œuvre pie par son testament de dernière vollonté, de l'advis de vénérables Mrs du chapitre de l'esglize métropolitaine de Bourdeaux ».

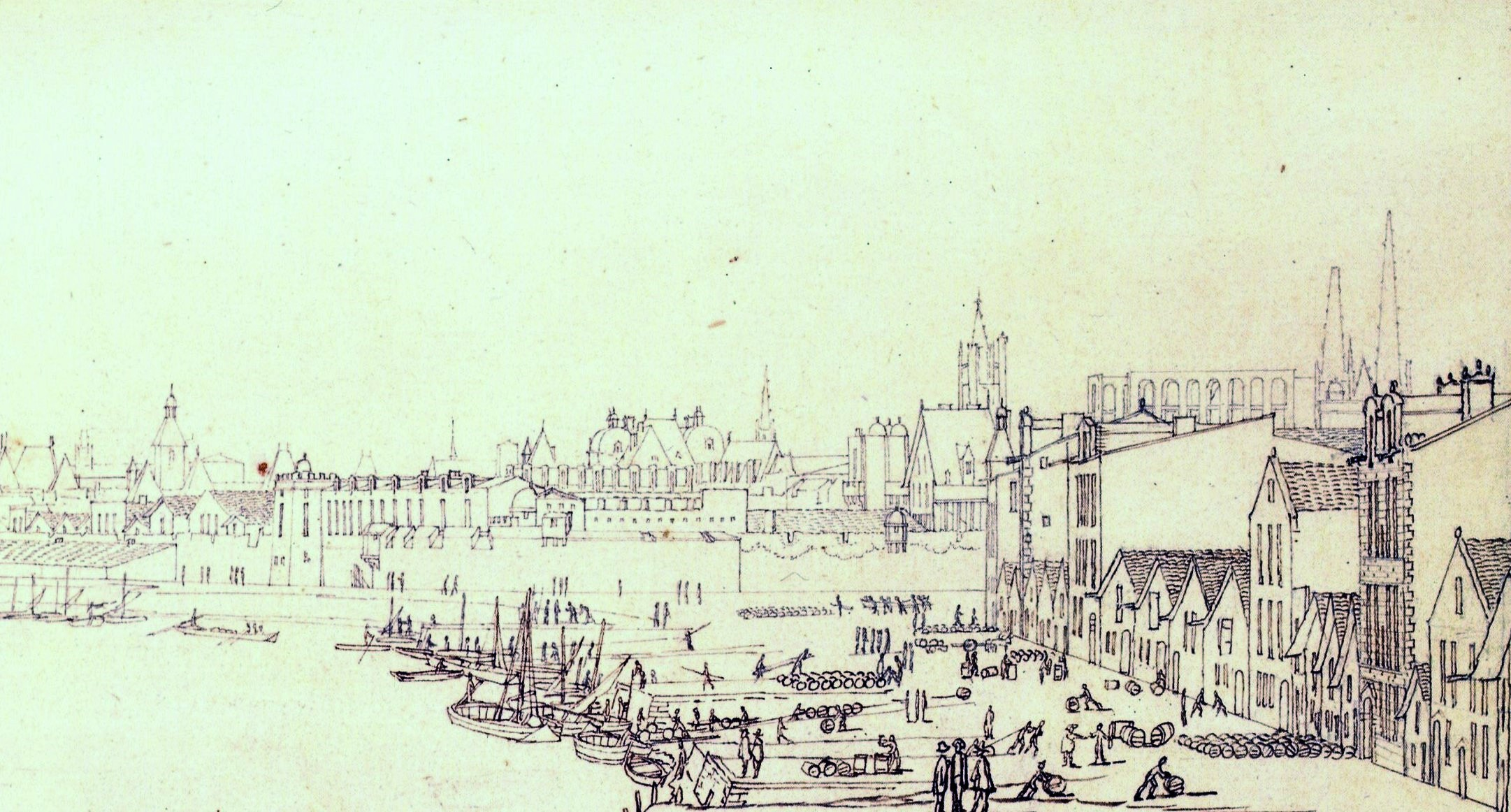
Quai des Chartrons dans les années 1640, dessin d'Herman van der Hem.

Le dimanche 22 décembre 1652, le corps d'Olive, transporté de Margaux à Bordeaux par la Garonne, est débarqué sur le quai des Chartrons, tandis que retentissent les cloches de toutes les paroisses bordelaises,,,,. Revêtue de l'habit des carmélites, elle est inhumée dans le couvent des carmélites qu'elle a fondé avec son mari,, :

« Le dimanche 22 décembre 1652, la grosse cloche ayant sonné environ à deux heures après-midi le trépas de dame Olive de Lestonnac, le Chapitre, issue de vêpres, partit en corps de l'église Saint-André, Messieurs revêtus de leurs chapes canoniales et M. l'archidiacre de Cernés d'une étole et d'un pluvial noir sur ladite chape, précédé des paroisses de Sainte Eulalie, Saint-Christoly, Saint-Projet, Saint-Éloi, n'ayant pas jugé à propos, vu l'heure tarde, d'attendre les autres paroisses et religieux convoqués dans ladite église, et se rendit dans l'église des RR. PP. Carmes Déchaussés, où les autres paroisses et quelques communautés et religieux s'étoient rendus, pour là recevoir le corps de la feue dame et de là le conduire dans l'église des religieuses carmélines du Grand Couvent. Après que ledit corps, qu'on avoit porté de Margaux dans un bateau, eut été mis à terre, ledit sieur archidiacre ayant commencé l'antienne Si iniquitates, et les prières accoutumées ayant été chantées, le corps auroit été porté dans ladite église des carmélites suivi d'une très nombreuse et illustre compagnie ; et étant arrivés, auroit été porté sous la chapelle ardente, et ensuite le nocturne chanté avec les prières prescrites dans le Rituel, auroit été porté dans le cloître desdites religieuses et inhumé en face, le Chapitre et le bas-chœur étant entrés à cet effet dans la clôture des religieuses,. »

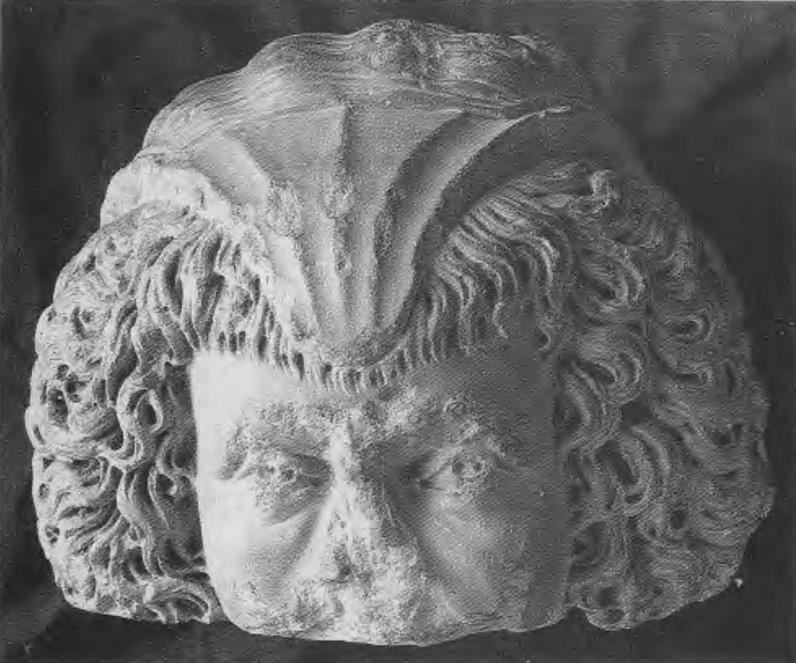
Tête portant une coiffe de veuve provenant peut-être du tombeau de Marc-Antoine de Gourgue et d'Olive de Lestonnac.

À partir de 1633, elle avait fait construire dans l'église des Grandes Carmélites un tombeau en marbre pour Marc-Antoine de Gourgue et elle-même, peut-être exécuté par Artus Legoust. Elle l'avait fait modifier en 1640, notamment par le sculpteur Pierre Affre, pour que son mari et elle soient tous deux représentés en orants,,. Ce tombeau est détruit pendant la vague de vandalisme révolutionnaire de l'été 1792,. Un fragment sculpté représentant une tête de veuve, conservé au musée d'Aquitaine, pourrait en provenir,.

### Femme d'affaires
À sa mort, Olive de Lestonnac possède plus de 700 000 livres d'obligations et des offices dont la valeur dépasse 165 000 livres. En l'absence d'enfant, ses biens sont partagés entre différents membres de sa famille et de celle de son mari. Le domaine de Margaux passe à son cousin Pierre de Lestonnac, puis au fils de celui-ci, Jean-Denis d'Aulède de Lestonnac, premier président du Parlement de Bordeaux et également propriétaire du château Haut-Brion.
Olive de Lestonnac fait partie des quelques femmes qui marquent l'histoire du vignoble bordelais, avec cette spécificité qu'elle n'est pas une veuve qui supplée l'absence de son mari. Elle gère ses propres biens, qu'elle soit mariée ou veuve, et établit la structure foncière du domaine de Lamothe-Margaux, qui deviendra ensuite célèbre. Ayant le goût et le talent des affaires, elle n'emploie pas un homme de confiance, mais assume elle-même les tâches de gestion. Elle choisit de diversifier sa fortune et développe des investissements spéculatifs complexes mais lucratifs, qui lui permettent de financer ses œuvres pieuses.
Si elle paraît être une femme d'exception à une époque où les femmes sont le plus souvent légalement subordonnées aux hommes, sa liberté d'action montre que cette exception était possible. L'historien Olivier Chaline évoque « la puissante figure d’Olive de Lestonnac conjuguant piété et sens des affaires ». En 2020, l'économiste Christian Chavagneux la qualifie de « plus ancienne cheffe d'entreprise sur laquelle les historiens ont pu mettre la main ».